# Чжан Еньцзянь
Чжан Еньцзянь (12 грудня 1987) — китайський плавець.
Учасник Олімпійських Ігор 2008, 2012 років.
Переможець Азійських ігор 2010 року, призер 2006 року.